# Station Igney-Avricourt
Station is een spoorwegstation in de Franse gemeente Avricourt.